# 能勢陽子
能勢 陽子（のせ ようこ）は、 東京オペラシティアートギャラリーシニアキュレーター。 

## 来歴
岡山市に生まれる。
同志社大学文学部文化学科美学及び芸術学修士課程を修了した。
豊田市美術館学芸員（1997年 - 2024年）、豊田市市役所職員（2024年）を経て現職。
あいちトリエンナーレ2019キュレーター。

## 企画
- 「Twist and Shout Contemporary Art from Japan」(バンコク・アート＆カルチャーセンター、2009年、国際交流基金主催・共同企画)
- あいちトリエンナーレ2019（豊田市・名古屋市、2019年）[2]
- 洋画と手芸（nca | nichido contemporary art、東京、2025年）[4]

### 豊田市美術館
- 「テーマ展　中原浩大」（2001年）
- 「ガーデンズ」（2006年）
- 「Blooming：日本－ブラジル　きみのいるところ」（2008年）
- 「石上純也－建築の新しい大きさ」展（2010年）
- 「反重力」展（2013年）
- 「杉戸洋－こっぱとあまつぶ」展（2016年）
- 「ビルディング・ロマンス」（2018年）